# Xylophanes pyrrhus
Xylophanes pyrrhus là một loài bướm đêm thuộc họ Sphingidae.

## phân chia
```
Nó được tìm thấy ở 
Venezuela
, 
Ecuador
 và 
Peru
 phía nam đến 
Bolivia
.
[
2
]
```

## Miêu tả
Chiều dài cánh trước là 33–37 mm. Nó gần giống loài Xylophanes thyelia thyelia nhưng lớn hơn và kiểu trên cánh trước khác.

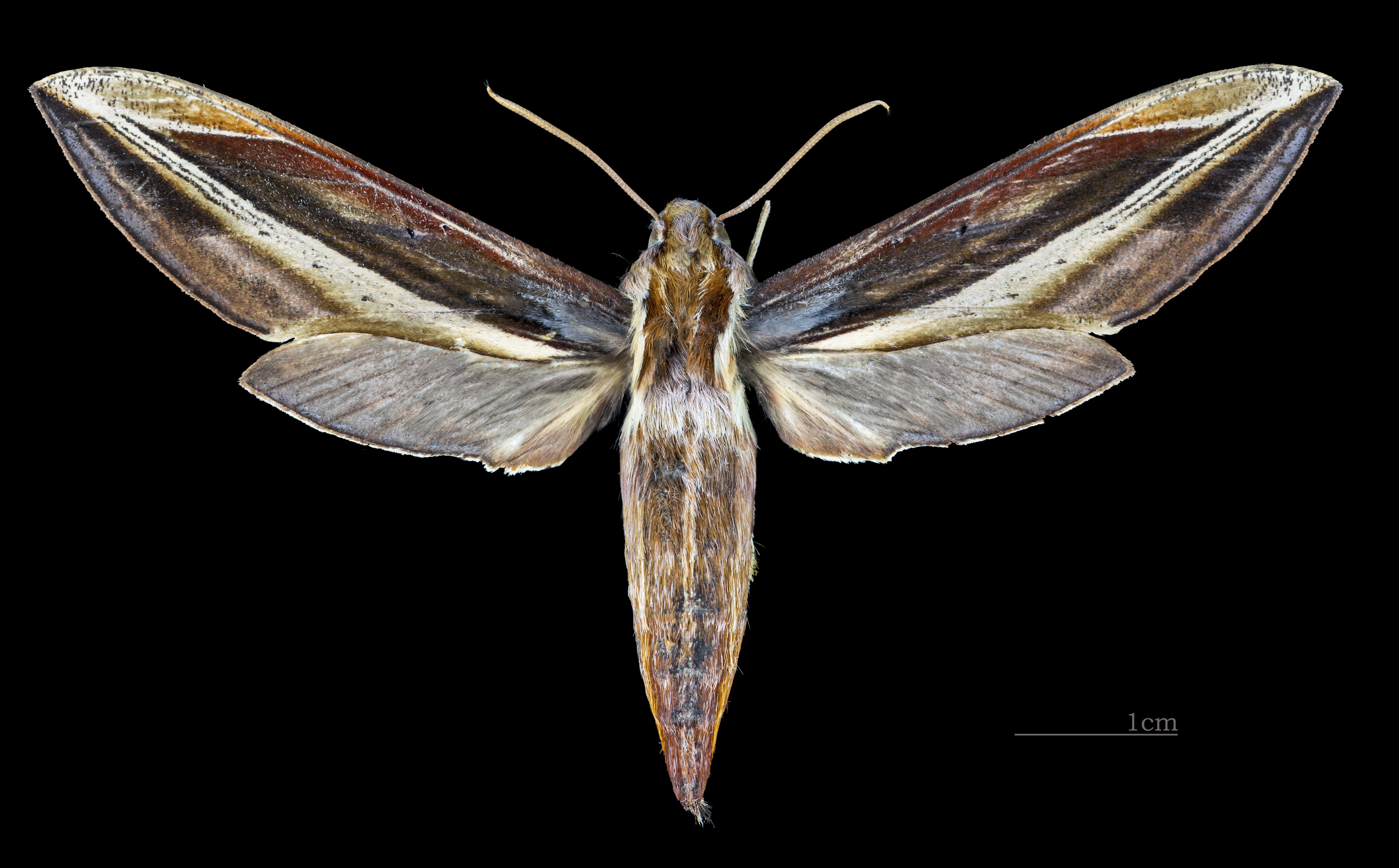
Xylophanes pyrrhus   ♀
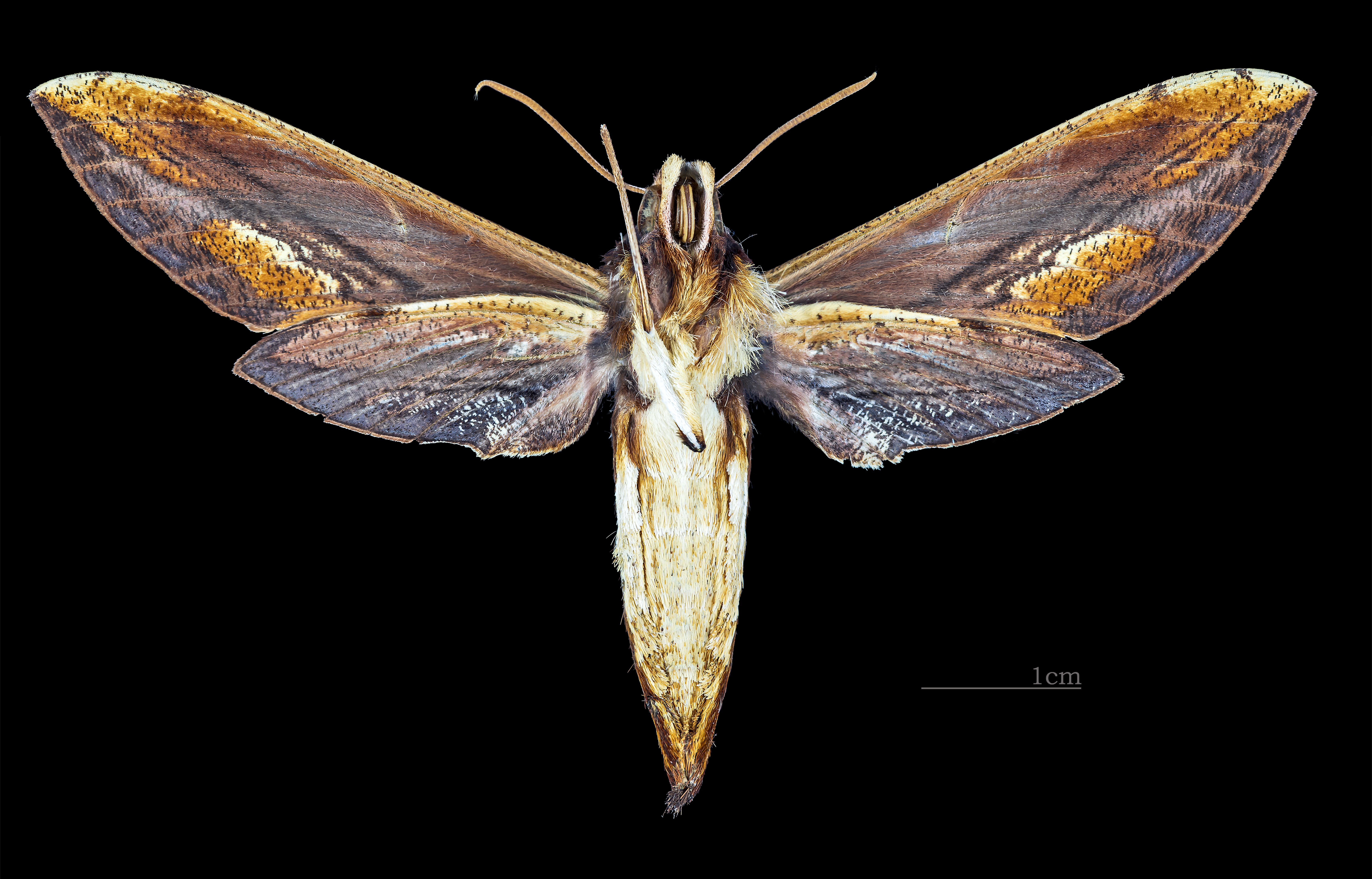
Xylophanes pyrrhus   ♀ △

## sinh học
Con trưởng thành bay vào tháng 8 in Bolivia và tháng 9 in Peru.